# Герявенко Богдан
Герявенко Богдан (?, ?) — диригент Української капели бандуристів ім. Т. Г. Шевченка у Америці.
Музичну освіту здобув у Львівському музичному педагогічному училищі. Працював у Львівській державній консерваторії, де продовжив навчання під керівництвом відомого композитора і диригента Миколи Колесси. Перед від'їздом до США Б. Герявенко став головним хормейстером Львівського театру опери і балету ім. С. Крушельницької.
Б. Герявенко мешкає у Чикаго.